# Victor Lafay
Victor Lafay (Lyon, 17 de enero de 1996) es un ciclista francés, miembro del equipo Decathlon AG2R La Mondiale Team.

## Palmarés
2018
- 1 etapa del Tour de Saboya
- 2.º en el Campeonato Europeo en Ruta sub-23

2021
- 1 etapa del Giro de Italia

2022
- 1 etapa de la Arctic Race de Noruega

2023
- Clásica Grand Besançon Doubs
- 1 etapa del Tour de Francia

## Resultados en Grandes Vueltas
| Carrera | Carrera         | 2019 | 2020 | 2021 | 2022 | 2023 | 2024  |
| ------- | --------------- | ---- | ---- | ---- | ---- | ---- | ----- |
|         | Giro de Italia  | —    | —    | Ab.  | —    | —    | —     |
|         | Tour de Francia | —    | —    | —    | Ab.  | Ab.  | —     |
|         | Vuelta a España | —    | 81.º | —    | —    | —    | 109.º |

—: no participa

Ab.: abandono